# Леонберг (Верхний Пфальц)
Леонберг (нем. Leonberg) — община в Германии, в земле Бавария.
Подчиняется административному округу Верхний Пфальц. Входит в состав района Тиршенройт. Подчиняется управлению Миттертайх. Население составляет 1029 человек (на 31 декабря 2010 года). Занимает площадь 51,33 км².